# پادرهورن (کلرادو)
پادرهورن (به انگلیسی: Powderhorn) یک منطقهٔ مسکونی در ایالات متحده آمریکا است که در شهرستان گانیسون، کلرادو واقع شده‌است. پادرهورن ۲٬۴۶۸ متر بالاتر از سطح دریا واقع شده‌است.